# Seegupf
Seegupf (2011 m n. m.) je hora v Rottenmannských Taurách na území rakouské spolkové země Štýrsko. Nachází se v hřebeni vybíhajícím od hory Grosser Bösenstein (2448 m) směrem na severozápad. Na jihovýchodě sousedí s vrcholem Diewaldgupf (2125 m) a na severozápadě s vrcholem Stein am Mandl (2043 m). Diewaldgupf je oddělen sedlem Einödscharte (1945 m). Na severovýchodním úbočí spojovacího hřebene s horou Stein am Mandl se rozkládá jezero Glohbuckensee. Pod severními svahy hory se nachází chata Rottenmanner Hütte (1649 m). Severovýchodním směrem vybíhá ze Seegupfu krátký boční hřeben Hirschriedel.

## Přístup
- po značené turistické cestě č. 944 od chaty Rottenmanner Hütte
- po značené turistické cestě č. 944 po hlavním hřebeni